# Zekelita angulalis
Zekelita angulalis là một loài bướm đêm trong họ Erebidae.